# Netopýr nejmenší
Netopýr nejmenší (Pipistrellus pygmaeus) je malý druh netopýra, který byl oddělen od netopýra hvízdavého (Pipistrellus pipistrellus). Druhy byly odděleny, protože používají rozdílnou echolokaci.

## Areál rozšíření
Obývá Střední Evropu, jih Skandinávie, jih Španělska, Britské ostrovy a Kavkaz.

## Echolokace
Používá frekvenci od 53 do 86 kHz (nejsilněji na 55 kHz) s průměrnou dobou trvání 5,8 ms.